# Fuente-Tójar
Fuente-Tójar ist eine Gemeinde mit 681 Einwohnern (Stand: 2024) in der Provinz Córdoba in Andalusien. Sie liegt in der Comarca Subbética. 

## Geographie
Die Gemeinde grenzt an Alcaudete (Provinz Jaén) und Priego de Córdoba. 

## Geschichte
Es gibt in der Gemeinde einige iberische Funde, die die prärömische Bedeutung des Ortes hinweisen. Andere Funde reichen bis zum Ende Neolithikums und dem Anfang der Bronzezeit zurück. Auch aus der Römerzeit gibt es Funde.